# Dreis-Brück

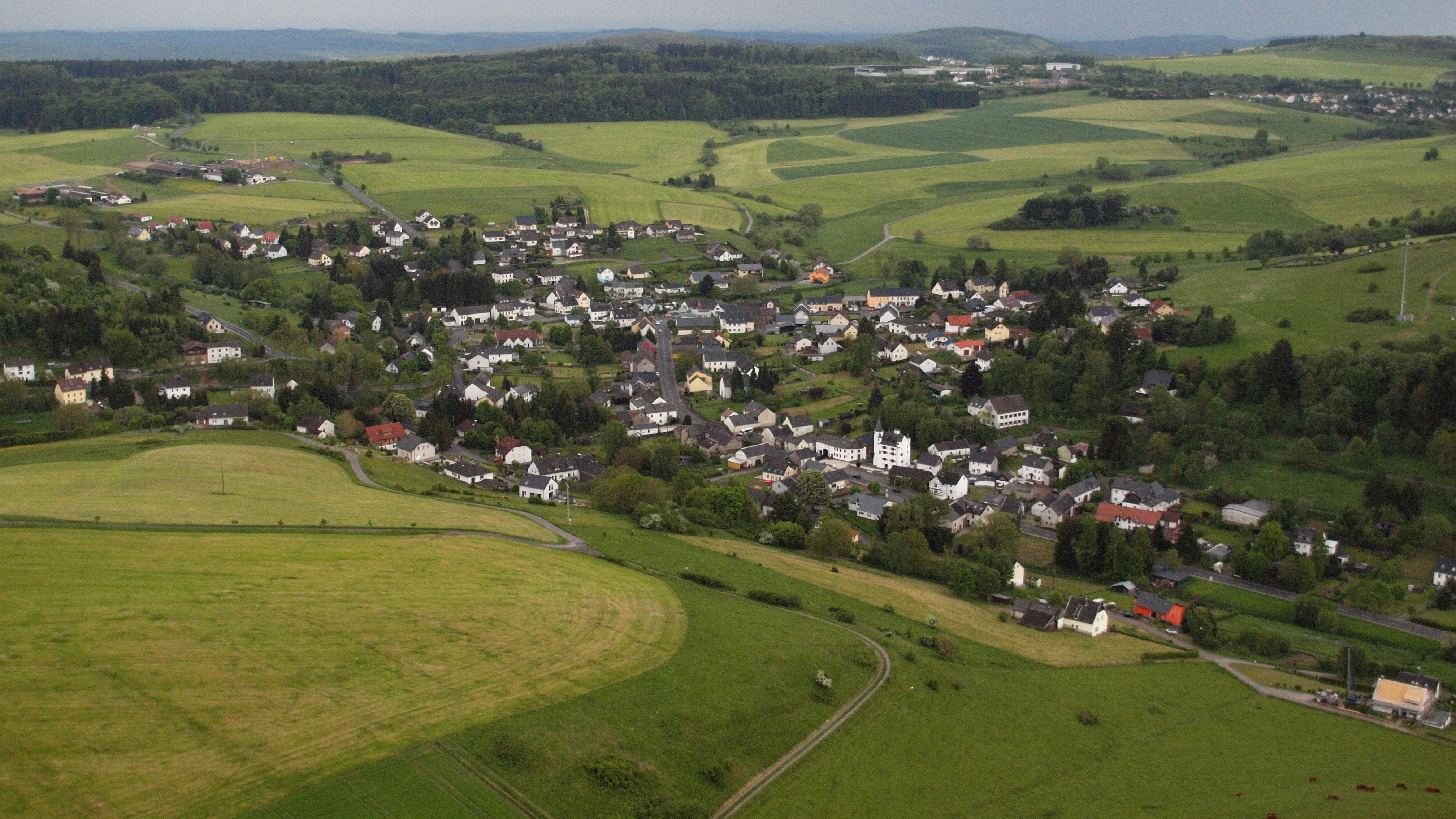
Dreis, Luftaufnahme (2015)

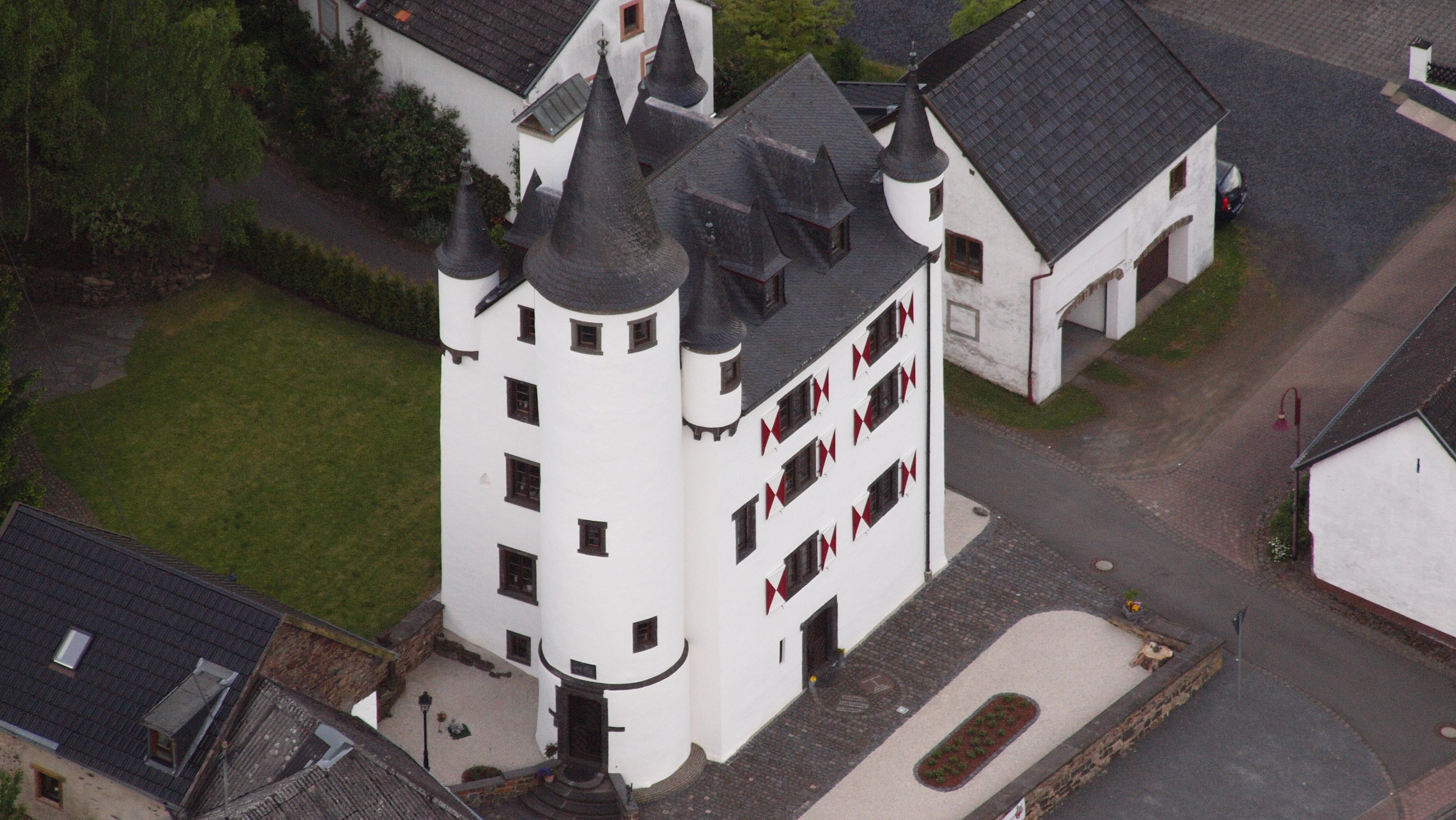
Dreiser Burg, Luftaufnahme (2015)

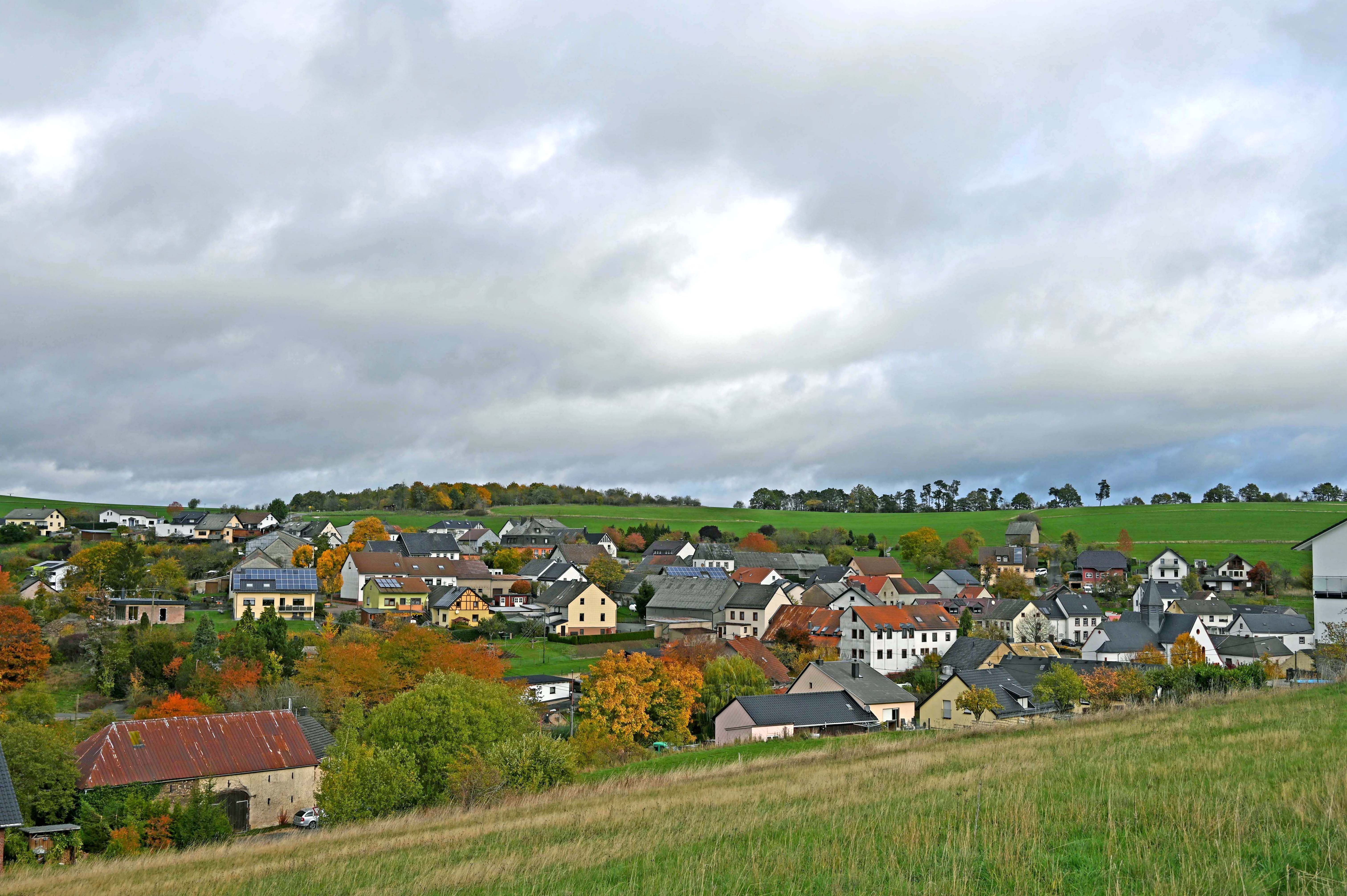
Brück, Ortskern von Südwesten

Dreis-Brück ist eine Ortsgemeinde im Landkreis Vulkaneifel in Rheinland-Pfalz. Sie gehört der Verbandsgemeinde Daun an.

## Gemeindegliederung
Die Gemeinde gliedert sich in die Ortsteile Dreis und Brück. Zu Dreis gehören noch die Wohnplätze Berghof, Dreisermühle und Wiesenhof.

## Geschichte
Dreis wurde zum ersten Mal im Jahr 1143 urkundlich erwähnt. Der Ortsname „Dreis“ leitet sich offensichtlich von dem althochdeutschen Wort „triusan“ (sprudeln, rieseln) ab. Der Name erfuhr im Laufe der Jahrhunderte vielfältige Abwandlungen: Im 16. Jahrhundert findet man neben den Schreibweisen „Dreis“ auch „Dreys“ und „Dreyss“. Im 17. Jahrhundert tauchen neben „Dreyß“ auch „Dreiß“ und  „Driest“ auf, der im 18. Jahrhundert schon einmal in der Version „Dryesd“ zu finden ist. Auch die Schreibweise „Dress“ ist nachgewiesen.
Die Ersterwähnung von Brück erfolgte im 14. Jahrhundert.
Dreis und Brück gehörten bis Ende des 18. Jahrhunderts zur reichsunmittelbaren Herrschaft Kerpen, die im Besitz der Herzöge von Arenberg war. Ein Teil des Dorfes Brück gehörte zum kurtrierischen Amt Ulmen.
Im Jahr 1794 wurde das Linke Rheinufer im ersten Koalitionskrieg von französischen Revolutionstruppen besetzt. Von 1798 bis 1814 gehörten Dreis und Brück zum Kanton Daun im Saardepartement.
Auf dem Wiener Kongress (1815) kam die Region an das Königreich Preußen, die beiden Gemeinden wurden 1816 dem neu errichteten Kreis Daun im Regierungsbezirk Trier zugeordnet und von der Bürgermeisterei Dockweiler verwaltet.
Nach dem Zweiten Weltkrieg wurden die Gemeinden Dreis und Brück innerhalb der französischen Besatzungszone Teil des damals neu gebildeten Landes Rheinland-Pfalz.
Bevölkerungsentwicklung
Die Entwicklung der Einwohnerzahl, die Werte von 1871 bis 1987 beruhen auf Volkszählungen:
| Jahr | Einwohner |
| ---- | --------- |
| 1815 | 590       |
| 1835 | 646       |
| 1871 | 629       |
| 1905 | 695       |
| 1939 | 827       |
| 1950 | 855       |
| 1961 | 840       |

| Jahr | Einwohner |
| ---- | --------- |
| 1970 | 868       |
| 1987 | 872       |
| 1997 | 943       |
| 2005 | 945       |
| 2011 | 868       |
| 2017 | 834       |

## Politik

### Zusammenschluss der Gemeinden Dreis und Brück
Mit Schreiben vom 28. August 1968 teilte die Amts- und Stadtverwaltung Daun dem Landratsamt in Daun mit: „Der im Landtag vorliegende und bereits in 1. Lesung beratene Entwurf eines 4. Gesetzes über die Verwaltungsreform in Rheinland-Pfalz sieht für den hiesigen Bereich die Eingemeindung u. a. der Orte ... Dockweiler, Dreis und evtl. auch Brück vor“. Die Gemeindeverwaltung Dockweiler war in ihren Gemeindeplanungen an einer Zusammenlegung der Gemeinden Dockweiler und Dreis, evtl. auch mit Brück und Betteldorf sehr stark interessiert. Trotz intensiver Bemühungen um eine Zusammenlegung dieser vier Orte konnte keine Übereinstimmung erzielt werden, so dass die ganze Angelegenheit an vielen Gegenargumenten und unterschiedlichen Meinungen scheiterte.
Am 20. April 1969 veröffentlichte das Mainzer Innenministerium einen Erlass über die Bildung von Verbandsgemeinden in den Regierungsbezirken Koblenz und Trier. Das Landratsamt Daun leitete den Erlass innerhalb des Landkreises Daun (seit dem 1. Januar 2007 Landkreis Vulkaneifel) an die verbandsangehörigen Gemeinden weiter u. a. die Zielplanung, die Gemeinde Brück künftig der Verbandsgemeinde Kelberg zuzuordnen. Dies lehnte die Bürgerschaft sowie der Gemeinderat ab.
Am 19. Mai 1970 entschied der Dreiser Gemeinderat über die beiden Alternativen:
- Auflösung beider Gemeinden und Bildung einer neuen Gemeinde aus den bisherigen Gemeinden Dreis und Brück;
- Eingemeindung der Gemeinde Brück in die Gemeinde Dreis;

Die Bürgerschaft Brück entschied sich mit 99,33 % für den Zusammenschluss mit Dreis, jedoch solle der Name Brück mit weitergeführt werden.
Am 22. Mai 1970 stimmten der Verbandsgemeinderat und der Stadtrat Daun sowie 16 Nachbargemeinden der Zielplanung zur Neubildung von Verbandsgemeinden zu. Die Beschlussfassung über den Zusammenschluss wurde befürwortend an die Bezirksregierung Trier weitergeleitet.
Am 26. Juni 1970 erklärte die Gemeindeverwaltung Brück in gleichlautenden Schreiben an verschiedene politische Adressaten, dass sie die geplante Zuordnung der Gemeinde Brück zur Verbandsgemeinde Kelberg gegen den Willen von Gemeinderat und Bevölkerung außerordentlich bedauere. Am 5. August 1970 legte Brück schließlich eine Verfassungsbeschwerde beim Verfassungsgerichtshof ein.
Am 20. Dezember 1973 erfolgte die Auflösung der Gemeinde Brück und ihre Eingliederung in die Gemeinde Dreis mit Wirkung vom 16. März 1974. Im Februar 1974 beschlossen die beiden Gemeinderäte Dreis und Brück einen Auseinandersetzungsvertrag und die Eingliederung der Gemeinde Brück.
Am 15. August 1977 verlieh die Bezirksregierung Trier der Ortsgemeinde Dreis den neuen Namen „Dreis-Brück“. Die Namensnennung trat am 1. September 1977 in Kraft.

### Gemeinderat
Der Gemeinderat in Dreis-Brück besteht aus den Ratsmitgliedern, die in einer Mehrheitswahl gewählt wurden, und dem Vorsitzenden.

### Bürgermeister
Edith Löhr-Hoffmann wurde am 22. August 2019 Ortsbürgermeisterin von Dreis-Brück. Bei der Direktwahl am 26. Mai 2019 war sie mit einem Stimmenanteil von 68,20 % für fünf Jahre gewählt worden. Sie wurde im Juni 2024 wiedergewählt.
Löhr-Hoffmanns Vorgänger Michael Jax hatte das Amt zehn Jahre ausgeübt.

### Wappen
| Wappen von Dreis-Brück | Blasonierung: „In rotem Schildhaupt drei goldene Rosen mit roten Butzen. Darunter in Silber eine schwarze Bogenbrücke mit zwei Pfeilern, darüber ein blauer Zweischalenbrunnen mit geteiltem, blauen Wasserstrahl.“ |
| Wappen von Dreis-Brück | Wappenbegründung: Das Schildhaupt nimmt Bezug auf die geschichtliche Vergangenheit der Ortsgemeinde. Die früher selbständigen Orte Dreis und Brück gehörten ursprünglich den Grafen von Manderscheid als Besitzer der Herrschaft Kerpen; diese ging später aufgrund einer Erbteilung an die Herzöge von Arenberg über. Die Herzöge von Arenberg führten in ihrem Siegel drei Rosen. Die Wappenfarben der Grafen von Manderscheid sind Gold und Rot. Die schwarze Bogenbrücke im unteren Teil des Wappens soll den Ortsnamen Brück versinnbildlichen. Der darüber stehende Zweischalenbrunnen weist auf die Sprudelquellen („Drees“) hin, denen der Ortsteil Dreis seinen Namen verdankt. Mit der Brunnendarstellung wird ferner dokumentiert, dass sich in Dreis mit der „Vulkania Quelle“ eine staatlich anerkannte Heilquelle befindet. Das Wappen wurde von Friedbert Wißkirchen entworfen. Die Bezirksregierung Trier erteilte 1986 die Genehmigung zur Führung des Gemeindewappens. |

## Alte Hausnamen
Viele ältere Häuser in Dreis-Brück haben Namen, die mit den heutigen Besitzern nichts mehr zu tun haben. Die Namen stammen teilweise von Namen und Berufen früherer Bewohner. Aber auch durch die Nutzung des jeweiligen Gebäudes. Die Namen entstanden auch durch verschiedenste Ereignisse.

## Persönlichkeiten
Dreis-Brück war Wohnsitz des bekannten Krimiautors Jacques Berndorf († 2022). Auch dessen Alter Ego Siggi Baumeister, fiktiver Protagonist seiner Eifel-Krimis, lebt in Dreis-Brück. Daher findet die Handlung von vielen seiner Eifel-Krimis im Umkreis dieses Ortes statt.